# 萬華白骨事件
白骨事件是台灣日治時代發生在台北市萬華的殺人棄屍事件，曾在戰後改編成台語電影「萬華白骨事件」。

## 概要
白骨事件的主人公木越忠鐵，明治27年(1894年)出生於大阪，自稱為故貴族院議員陸軍中將男爵木越安綱的外甥。大正6年（1917年）渡台，在台北市堀江町319番地(現址為台北市萬華區西園路二段9號)經營製作肥皂的旭油脂株式會社，僱有名為齊川德次(1912年生)的職員。大正9年（1920年）2月，木越和娘家在八甲町經營飲食店的榮（エイ）結婚。榮因為木越愛好酒色，屢屢返回娘家。昭和7年（1932年），木越突然離家。數日後，榮之兄做為代理人，向南警察署提出搜索請求，之後木越依然行方不明。在此情況下，5月時工場由平井、金田等債權人繼承。
昭和9年（1934年）12月，平井等人決定擴張工場。同月30日下午3點多，本島人僱工在工場北側地下3公尺左右挖出白骨。僱工告知平井，但是眾人不疑有他，便將白骨送至綠町5丁目31番地的有應公廟(極有可能是現在的聚德宮)。昭和12年（1937年）4月13日，南署的巡查本多真俊和土木承包商瀨川平三閒談，得知上述事件的經緯後，南署開始朝殺人事件的方向偵查。之後，在有應公廟發現推定木越的白骨，委託台北帝國大學鑑定，確定是木越的白骨。最後齊川坦承犯罪，也得知齊川曾經和榮私通，但是榮對齊川的犯行並不知情。昭和14年（1939年）5月18日，齊川在二審被判決死刑，事件終了。
戰後1958年，此事件被改編成台語電影「萬華白骨事件」，由小雪、康明領銜主演。

## 腳注
1. ↑  . dl.ndl.go.jp.   [2024-05-17]. （原始内容存档于2024-05-17）.
2. ↑  .   [2021-04-12]. （原始内容存档于2021-04-12）.